# Sanssouci-Quadrille
Die Sanssouci-Quadrille ist eine Quadrille von Johann Strauss (Sohn) (op. 63). Sie wurde im Verlauf der ersten Hälfte des Jahres 1849 an einem nicht überlieferten Ort erstmals aufgeführt.